# Convergenza (linguistica)
La convergenza è, in linguistica, l'approssimarsi strutturale di lingue in situazione di contatto linguistico. Ciò significa che due lingue vicine nel tempo e nello spazio tendono ad assumere ciascuna caratteristiche fonologiche, morfologiche o sintattiche dell'altra oppure una delle due tende ad assumere quelle della lingua di maggior prestigio.
Un esempio di convergenza è rappresentato dal ridursi delle differenze tra i dialetti parlati in Italia e l'italiano, che risulta modello di riferimento.